# Pa amb tomàquet

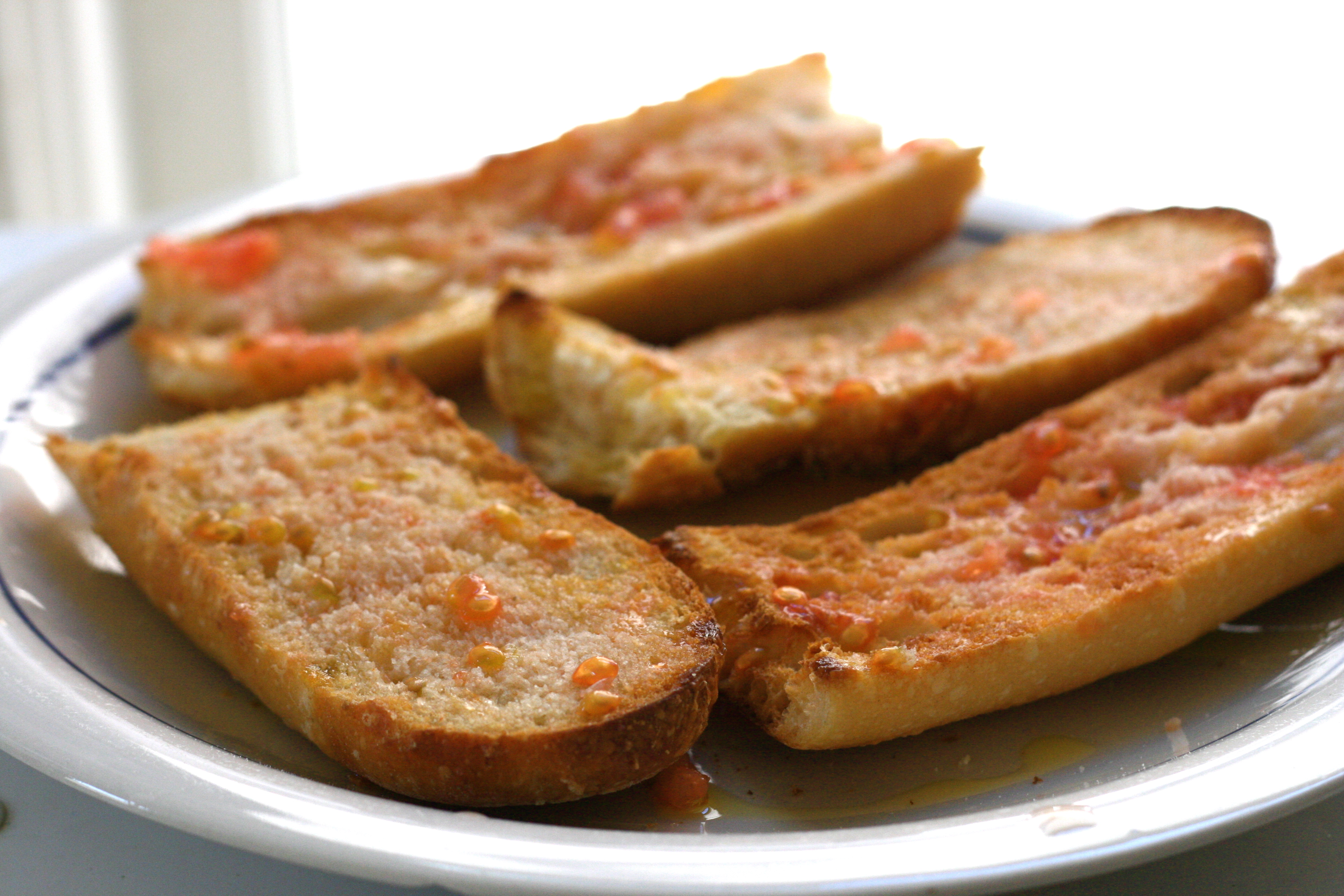
Pa amb tomàquet

Pa amb tomàquet (kat., wym. [pa am tu'makət], hiszp. pan con tomate, pl. chleb z pomidorem) – tradycyjny kataloński sposób podawania pieczywa polegający na wtarciu w kromkę białego chleba pomidora przekrojonego na pół, pokropieniu całości oliwą oraz posypaniu solą. Czasami wciera się w kanapkę ząbek czosnku, a chleb można uprzednio podgrzać w piekarniku. Na tak przygotowane pieczywo nakłada się różnego rodzaju dodatki, np. jamón serrano, fuet, anchois, chorizo, botifarra lub sery.
Chociaż danie to wywodzi się z Katalonii, jest znane i przyrządzane także w innych regionach Hiszpanii. "Pa amb tomàquet" jest uważany za symbol katalońskiej kuchni.
Pierwotnie "pa amb tomàquet" był sposobem na wykorzystanie czerstwego chleba w okresie trwania wojny domowej w Hiszpanii. Obecnie jest składnikiem menu praktycznie wszystkich restauracji i barów katalońskich.  Zazwyczaj klient otrzymuje gotowy "pa amb tomàquet", jednak czasem, zwłaszcza jeśli chleb jest przypieczony, gość restauracji może otrzymać pomidor, czosnek i oliwę, aby samodzielnie przygotować to danie.